# Abderrahmane Es Saâdi

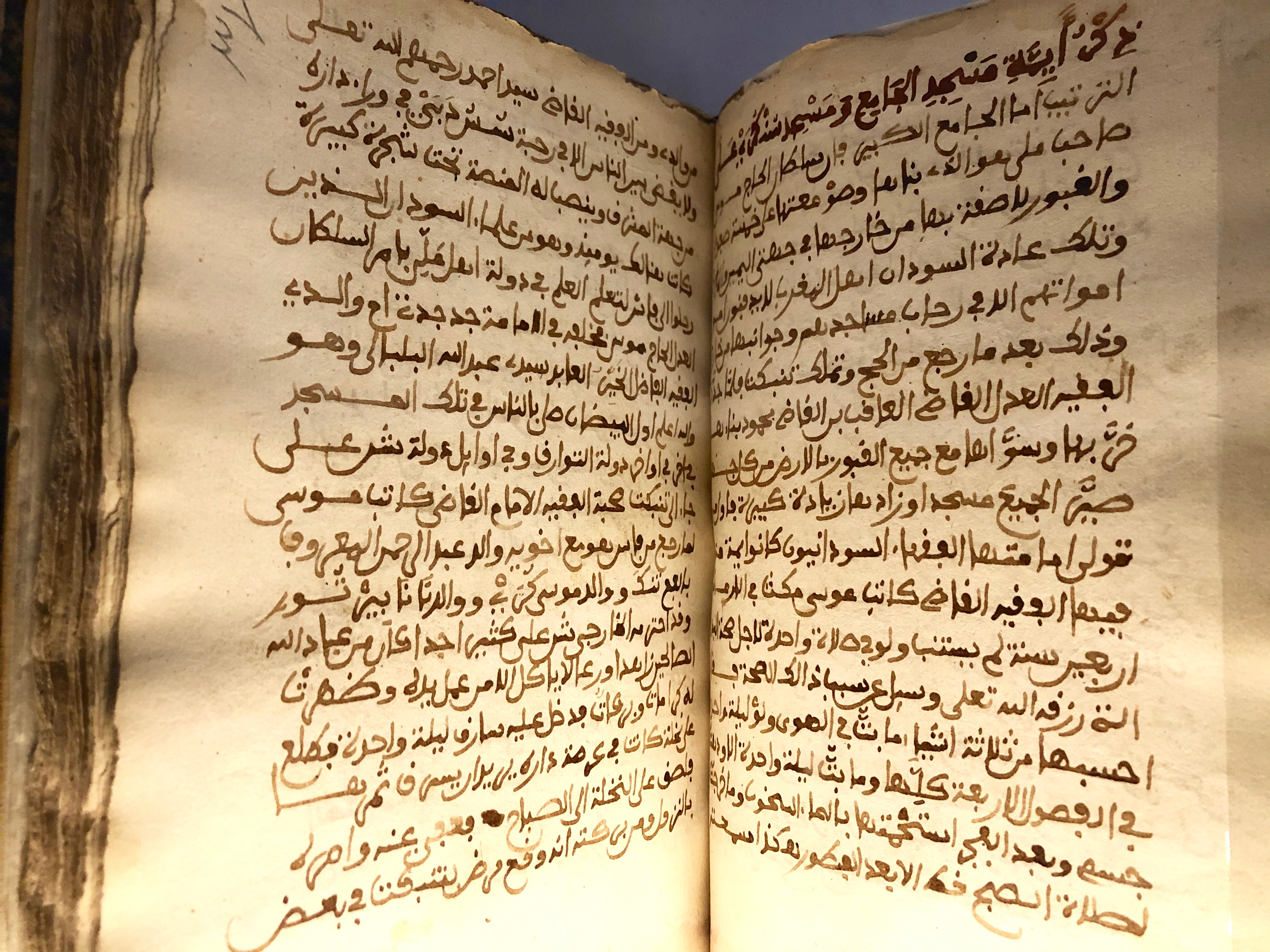

Abderrahman ben Abdallah ben Imran ben Amir Es Sa'di (ou Sâ'îdi), né le 28 mai 1596 à Tombouctou et mort sans doute aux environs de 1656 (dernière année référencée dans ses écrits), est un homme de loi, imam et historiographe africain.

## Biographie
Il travailla comme notaire à Djenné en même temps qu'il était suppléant de l'imam de la mosquée de Sankoré. À partir de 1627, il devint l'imam titulaire de ladite mosquée.
Vers 1637, Es Sa'di regagne Tombouctou, sa ville natale, où il sera nommé imam. Plus tard il occupe la charge de Kâteb, c'est-à-dire secrétaire de gouvernement. Ce qui l'amène à jouer un rôle significatif dans les affaires politiques de son pays sous protectorat marocain. Il accumula des missions de médiation politique de grande importance entre les différents pouvoirs locaux songhay et l'administration coloniale marocaine ; parcourant le vaste pays de la boucle du Djoliba, dont il acquiert ainsi une profonde connaissance des gens, mœurs, institutions et pratiques culturelles.
C'est imprégné de cette expérience du monde soudanien de l'époque, dans un contexte de domination étrangère, que Abderrahmane Es Sa'di entreprend vers 1655 de rédiger son Tarikh es-Soudan ; une histoire du Soudan visant à retracer le passé de la fédération du Songhay, depuis ses origines mythiques jusqu'à l'occupation marocaine. Son analyse détaillée des circonstances de cette occupation, et des conséquences qui en découlèrent reste un témoignage des plus précieux d'un Africain du XVIIe siècle sur l'Afrique subsaharienne de cette époque.
Abderrahman Es Sa'di eut pour maître le jurisconsulte Mohammed ben Mahmoud ben Abou Bakr, connu également sous le patronyme de Mohammed Baghayogo (ou Bakayoko). Ce savant originaire de Ouankoré serait venu s'établir à Tombouctou avec son frère, Ahmed, de retour d'un pèlerinage à La Mecque. Es Sa'di étudia une dizaine d'années auprès de Baghayogo, aussi bien la théologie islamique, la grammaire arabe, que la tradition ou la poésie :
« Pour tout dire il fut mon professeur, mon maître et personne ne m'a été aussi utile que lui, soit par lui-même, soit par ses livres (Dieu lui fasse miséricorde et lui accorde le paradis en récompense!). Il m'a délivré des diplômes de licence écrits de sa main sur les matières qu'il enseignait suivant sa méthode ou suivant celle d'autrui. Je lui ai communiqué un certain nombre de mes ouvrages ; il y a mis de sa main des annotations flatteuses pour moi ; il a même reproduit les résultats de certaines de mes recherches et je l'ai entendu en citer quelques-unes dans ses leçons, ce qui prouve son impartialité, sa modestie et son respect pour la vérité en toute circonstance. »

## Œuvre
- Abderrahmane Es Sa'di (trad. Octave Houdas), Tarikh es-Soudan, t. 2, Paris, Ernest Leroux, 1900, 540 p. (lire en ligne)